# Made for Love
Made for Love, ou Faite pour l'amour au Québec, est une série télévisée américaine de comédie noire en seize épisodes d'environ 26 minutes basée sur le roman de 2017 du même titre d'Alissa Nutting, et diffusée entre le 1er avril 2021 et le 19 mai 2022 sur HBO Max, et sur Amazon Prime Video au Canada.
Elle met en vedette Cristin Milioti, Billy Magnussen et Ray Romano.
En France elle est disponible sur Mycanal.

## Synopsis
En couple depuis 10 ans dans un mariage étouffant avec un milliardaire de la technologie, Hazel décide de s'échapper lorsqu'elle apprend que son mari  lui a implanté un dispositif de surveillance dans son cerveau. Ce dernier lui permet de suivre sa localisation, de la regarder en direct et de connaître ses « données émotionnelles » alors qu'elle tente de retrouver son indépendance.

## Distribution

### Principaux
- Cristin Milioti (VF : Adeline Moreau) : Hazel Green-Gogol
- Billy Magnussen (VF : Damien Boisseau) : Byron Gogol
- Dan Bakkedahl (VF : Bernard Bollet) : Herringbone
- Noma Dumezweni (VF : Virginie Emane) : Dr Fiffany Hodeck
- Ray Romano (VF : Gabriel Le Doze) : Herbert Green
- Augusto Aguilera (en) : Liver (saison 1)
- Caleb Foote (en) : Bennett Hobbes (saison 2, récurrent saison 1)
- Sarunas J. Jackson (VF : Philippe Bozo) : Jay (saison 2, invité saison 1)

### Récurrents
- Patti Harrison (VF : Ingrid Donnadieu) : Bangles de la Morga
- Kym Whitley (en) (VF : Laurence Charpentier) : Judiff
- Dutch Johnson : Bruce
- Ashley Madekwe : Zelda (saison 2)
- Chris Diamantopoulos (VF : Fabrice Lelyon) : l'agent Hank Walsh (saison 2)
- Raymond Lee : Jeff (saison 2)
- Angela Lin (VF : Laëtitia Godès) : Dr Hau (saison 2)
- Travis Van Winkle (VF : Damien Ferrette) : Aaron Benson (saison 2)

 Source et légende : version française (VF) sur RS Doublage

## Production
Le 10 juin 2022, la série est annulée.

## Épisodes

### Première saison (2021)
1. User One (Les premiers)
2. I Want a Divorce (Je veux divorcer)
3. I Want This Thing Out of My Head (Je veux retirer ça)
4. I Want a New Life (Je veux une nouvelle vie)
5. I Want a Lawyer (Je veux un avocat)
6. I Want to Know That You Care (Je veux la paix)
7. I Want to Feel Normal (Je veux être normale)
8. Let's Meet (Rencontrons-nous)

### Deuxième saison (2022)
1. I Have a Rotten Finger (J'ai un doigt en décomposition)
2. We're Losing Time (On perd du temps)
3. Diane… We're in Trouble (Diane... on est dans la merde)
4. Another Byron, Another Hazel (Un autre Byron, une autre Hazel)
5. You're Not the First (Tu n'es pas la première)
6. Alice? Are You Listening? (Alice ? Vous m'écoutez ?)
7. Under Open Sky (À ciel ouvert)
8. Hazel vs. Hazel (Hazel contre Hazel)